# Arctia pallidabrunnea
Arctia pallidabrunnea là một loài bướm đêm thuộc phân họ Arctiinae, họ Erebidae.